# Monument Rozenoord
Monument Rozenoord is een gedenkmonument in Amsterdam-Zuid uit 2015 ter herinnering aan de gefusilleerden tijdens de Tweede Wereldoorlog op de fusilladeplaats Rozenoord. 
Op de plaats van de fusillade zelf staat al jaren een monument (gedenksteen en vlaggenmast). Hier worden de omgekomenen echter niet individueel genoemd. De omgekomenen kregen in 2014/2015 een monument ontworpen door Ram Katzir in overleg met Stadsdeel Zuideramstel en omwonenden. Op verzoek van de omwonenden die een persoonlijker monument wilden, kwam er een monument, waarbij de slachtoffers met naam genoemd worden, voor zover bekend. 
Het in het Amstelpark geplaatste monument bestaat uit een grasveld met lege stoelen. Deze stoelen zijn stuk voor stuk geplaatst op een betonnen plaat waarop naam, geboortedatum en fusilladedatum te lezen zijn van de personen waarvan de naam bekend is. Katzir wil met die lege stoel de persoon weergeven, die sindsdien de fusillades gemist wordt. De stoelen staan ongeorganiseerd door elkaar, alsof de personen die erop zaten zojuist zijn weggelopen. De stoelen moeten bezoekers uitnodigen tussen de ontbrekende personen plaats te nemen, daarop het gemis groter te maken maar ook het kunstwerk tot interactief te bestempelen. Katzir liet drie typen stoelen maken, afhankelijk van de leeftijd van het slachtoffer werd één type stoel gebruikt.
Aangezien nog niet alle slachtoffers bekend zijn is er ook een betonplaat zonder stoel ter herinnering aan de nog onbekende slachtoffers. In de zomer van 2018 werden er op het veld nog zes stoelen bijgeplaatst, doordat familie uit de Verenigde Staten op zoek was naar de geschiedenis van Hartog Frinkel, die mede  dankzij het NIOD leidde tot het terugvinden van vijf namen van slachtoffers. Sinds september 2018 staan er 106 stoelen in het veld. 

Ram Katzir citeert op zijn site een uitspraak van Walter Benjamin
To live means to live tracks
Op 4 mei vinden hier herdenkingsdiensten plaats, soms in combinatie met een herdenking op de originele fusilladeplaats. Om tot het Monument Rozenoord te komen is de Entree Amsteldijk het meest nabijgelegen.

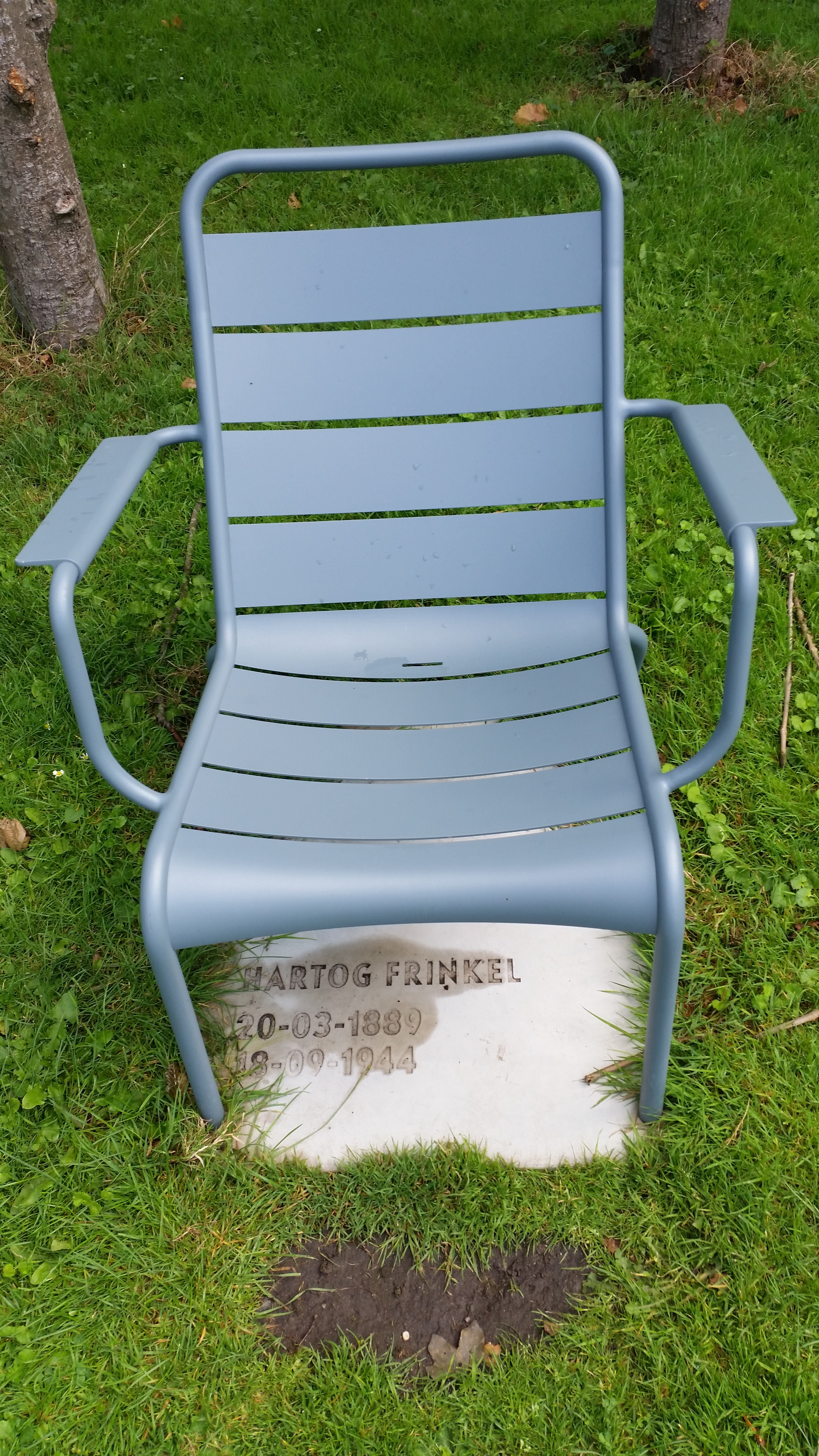
Stoel van Hartog Frinkel (augustus 2019)

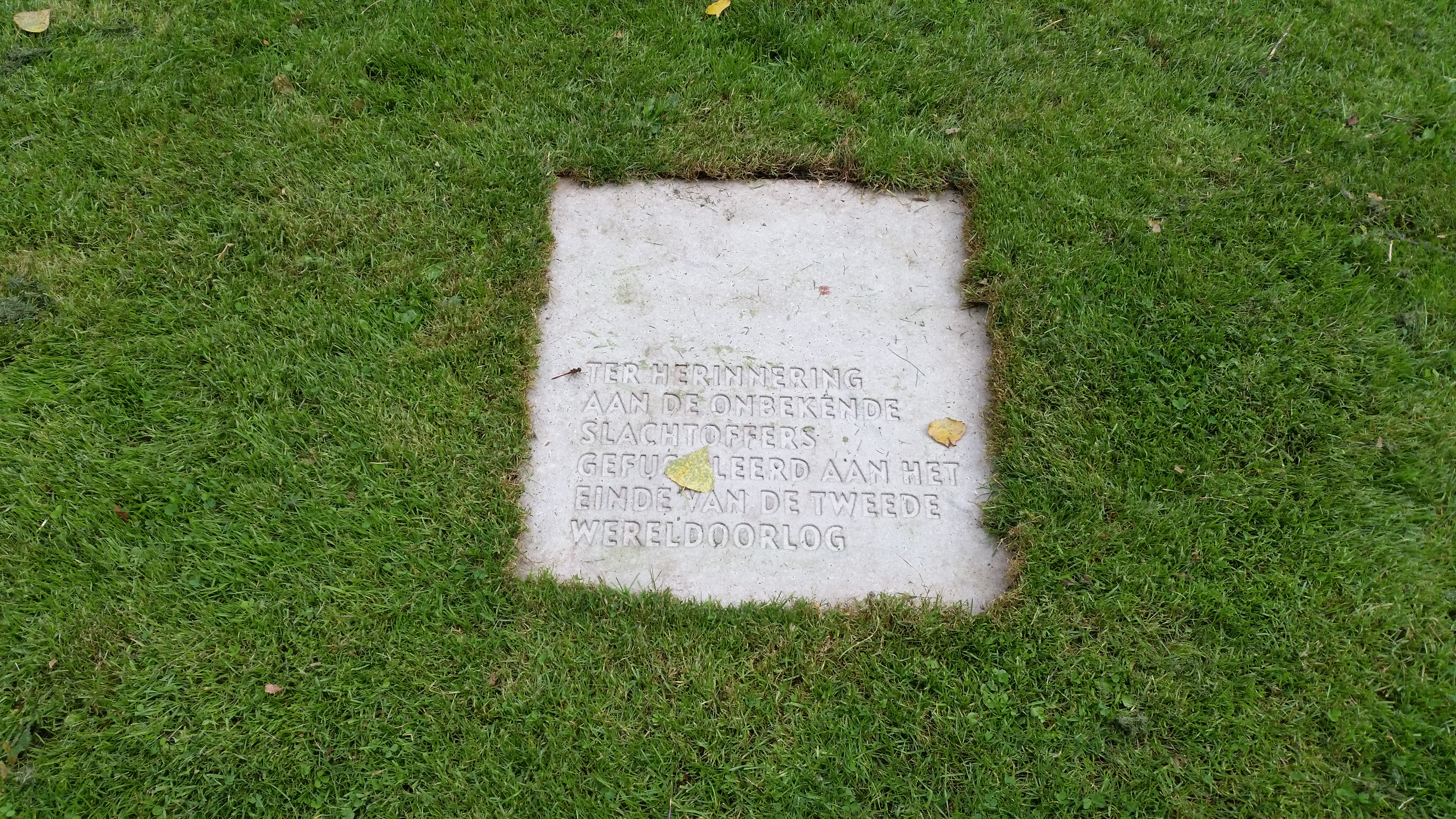
Steen voor onbekenden (september 2019)